# Boreas (restaurant)
Boreas was een restaurant in het Nederlandse Heeze. Het had één Michelinster in de periode 2004-2009. Sinds 2010 heeft het restaurant twee sterren. GaultMillau kende het restaurant 19 van de 20 punten toe.

## Locatie
De eetgelegenheid was gehuisvest in een villa uit 1916. Voor Boreas zijn intrek nam was van 1969 tot 2001 restaurant D'n Doedelaar er gevestigd. Daarvoor zat er onder andere een antiquair en deed het dienst als woonhuis.

## Geschiedenis
Het restaurant opende in september 2001. Boreas werd geleid door chef-kok Nico Boreas en zijn vrouw maître Sonja Boreas. De zaak was lid van Les Patrons Cuisiniers.
Per 23 juli 2016 namen zij afscheid, nadat zij Boreas hadden verkocht aan Jan Sobecki (voorheen chef-kok bij Chapeau! in Bloemendaal) en zijn vrouw Claudia. Het restaurant is verdergegaan onder de naam Tribeca. 
In het voorjaar van 2018 openden Nico en Sonja Boreas een nieuw restaurant in Roermond, genaamd Sabero. De naam verwijst naar een gelijknamige plaats in Spanje, maar is ook een anagram van hun vorige restaurant Boreas. Ook deze eetgelegenheid is direct onderscheiden met twee Michelinsterren.